# Istvánvágás
Istvánvágás (szlovákul: Štefanovce) község Szlovákiában, az Eperjesi kerület Eperjesi járásában.

## Fekvése
Eperjestől 20 km-re nyugatra, a Kis-Szinye és a Nagy-Szinye-patak között, 580 m magasan fekszik.

## Története
A települést 1320 körül a soltészjog alapján alapították. Első írásos említése 1331-ből „villa Stefani” alakban származik, a szinnai uradalomhoz tartozott. 1338-ban „Stephanwagasa”, 1427-ben „Etsvanuagasa” néven említik.  1427-ben 17 porta volt a faluban. A Berzeviczy, később a Szinyei családok birtokában állt. 1600-ban 10 adózó portája volt, evangélikus templommal és plébániával. 1715-ben 11, 1720-ban 6 háztartás található a községben. 1787-ben 32 házát 182-en lakták.
A 18. század végén Vályi András így ír róla: „ISTVÁN VÁGÁS. Tót falu Sáros Várm. földes Ura Szirmai Uraság, lakosai katolikusok, fekszik Berthóldhoz fél mértföldnyire, mellyhez földgye hasonló, Szinyer Lipócznak filiája.”
1828-ban 22 házában 192 lakos élt, akik mezőgazdasággal, állattartással, fonással foglalkoztak.
Fényes Elek 1851-ben kiadott geográfiai szótárában így ír a faluról: „Istvánvágás, tót falu, Sáros vmegyében, ut. post. Berthót. Többen birják.”
1920 előtt Sáros vármegye Kisszebeni járásához tartozott.

## Népessége
| Év:            | 1994. | 2004.    | 2014.   | 2024.   |
| -------------- | ----- | -------- | ------- | ------- |
| Emberek száma: | 194   | 224      | 210     | 207     |
| Eltérés:       |       | +15,46 % | -6,25 % | -1,42 % |

| Év:            | 2023. | 2024.  |
| -------------- | ----- | ------ |
| Emberek száma: | 200   | 207    |
| Eltérés:       |       | +3,5 % |

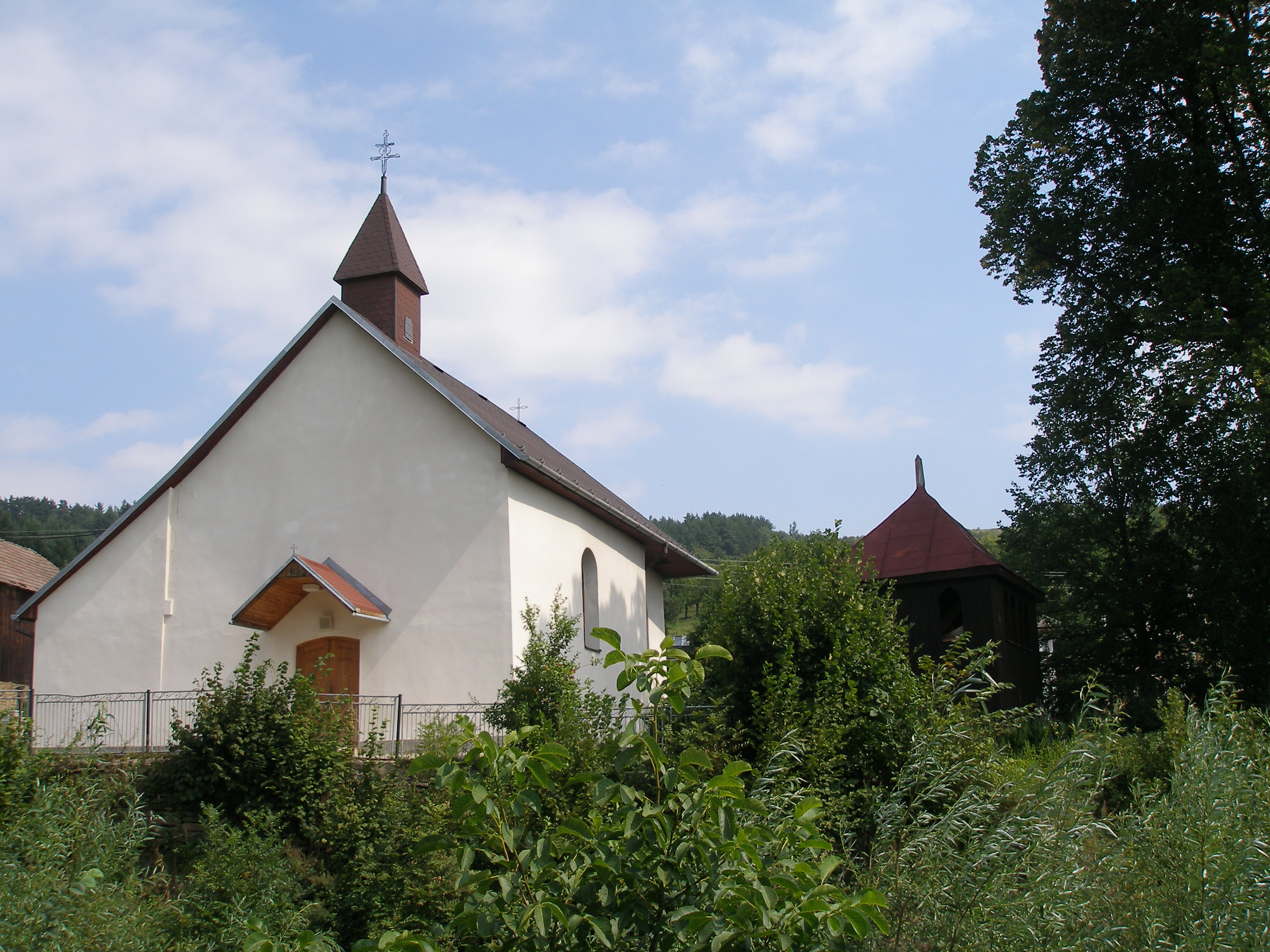
A templom

1910-ben 214, túlnyomórészt szlovák anyanyelvű lakosa volt.
2001-ben 215 szlovák lakosa volt.
2011-ben 218 lakosából 213 szlovák volt.

## Nevezetességei
Római katolikus temploma eredetileg 14. századi, a 18. és a 19. században megújították.